# Politische Polizei (Schweiz)
Der in der Schweiz 1935 eingerichtete Inlandnachrichtendienst zur Wahrung «der inneren und äusseren Sicherheit» wurde als Politische Polizei bezeichnet. Mit dem Fichenskandal wurde der Begriff der Politischen Polizei allerdings unpopulär, sodass man die Staatsschutzorgane des Bundes heute als Präventive Polizei bezeichnet. Der Inlandnachrichtendienst der Schweiz hiess bis Ende 2009 Dienst für Analyse und Prävention (DAP). Durch Zusammenführung des DAP mit dem Strategischen Nachrichtendienst SND entstand 2010 der Nachrichtendienst des Bundes (NDB).

## Organisation und Aufgaben
Zusammen mit der Gerichtlichen Polizei bildete die Politische Polizei den Polizeidienst der Bundesanwaltschaft, welche in den 1980er-Jahren noch dem Eidgenössischen Justiz- und Polizeidepartement untergeordnet war. Über den Polizeidienst der Bundesanwaltschaft («Bundespolizei») wurden ausser der hierarchischen Kontrolle (d. h. die Kontrolle der Vorgesetzten) keinerlei Überprüfungen durchgeführt. Im Zusammenhang mit der Fichenaffäre wurde diese Problematik mit dem Schlagwort «Staat im Staate» umschrieben. Ebenfalls kritisiert wurde die Personalunion des Chefs der Bundespolizei und des Chefs der militärischen Abwehr im EMD.
Die Aufgabe der Politischen Polizei war laut einer Bundesratsverordnung aus dem Jahre 1958 die «Beobachtung und Verhütung von Handlungen», welche die Sicherheit der Schweiz gefährden könnten. Die Politische Polizei funktionierte also nach dem Konzept des präventiven Staatsschutzes, das während des Fichenskandals ebenfalls für Diskussionen sorgte. Nach dem Konzept des präventiven Staatsschutzes konnten Ermittlungen aufgenommen werden, noch bevor ein Verbrechen überhaupt geschehen war. Das Gegenstück dazu war die Gerichtliche Polizei, die – wie reguläre Polizeistellen heute – erst zu ermitteln begann, nachdem eine Straftat geschehen war. Streng juristisch gesehen war die Politische Polizei laut BStP Artikel 17 Absatz 3 der «Fahndungs- und Informationsdienst» der Gerichtlichen Polizei. Als solcher legte sie eine unverhältnismässig umfangreiche Kartei an (etwa 900'000 Personen-Einträge), die während des Fichenskandals in den Jahren 1989–90 für grosse Empörung sorgte.

## Geschichte
Faktisch existierte die Politische Polizei bereits Ende des 19. Jahrhunderts, allerdings unter anderem Namen. Folgende eigentlich geheime Weisung des Bundes an die Kantone schuf die Polizeistelle 1888, kam aber bald an die Öffentlichkeit: «In betreff [der] Personen [die sich mit Fragen unserer sozialen Organisation beschäftigen] sammeln die kantonalen Polizeidirektoren sorgfältig alle Notizen […] über deren Namen, Herkunft, Beschäftigung, Subsistenzmittel und Antezedentien […].» Die Entstehung der Politischen Polizei muss im Kontext der sozialistischen bzw. sozialdemokratischen Bestrebungen in Europa um die Jahrhundertwende gesehen werden. Zu ihrer Schaffung führten nämlich dieselben Tendenzen, die in Deutschland zum Sozialistengesetz geführt hatten.
Während des Zweiten Weltkriegs, vor allem aber während des Kalten Kriegs, wurde die Politische Polizei weiter ausgebaut und 1958 auf Verordnungsebene gesetzlich fixiert (siehe oben). Dies wird heute damit erklärt, dass in diesen Zeiten die Angst vor einer feindlichen Übernahme gross war. Prägend wirkte sich vor allem der Kalte Krieg aus: Bis in die 1990er-Jahre lag das Schwergewicht der Staatsschutz-Aktivitäten auf Kommunisten und deren Sympathisanten, in letzter Konsequenz sogar auf allen politisch linksgerichteten Personen und Organisationen.
Die Überwachungspraktiken der Politischen Polizei erregten bis zum bereits erwähnten Fichenskandal nie das Interesse der breiten Öffentlichkeit; linke Gruppen und auch die Sozialdemokraten allerdings protestierten immer wieder gegen die Massnahmen, die sie als «Unterdrückungsinstrument der bürgerlichen Klasse» bezeichneten. Im Rahmen der Fichenaffäre wurde die Politische Polizei abgeschafft.